# Вернер III (Батенберг)
Вернер III фон Батенберг (на немски: Werner III von Battenberg; † 12 септември ок. 1277, вер. Мергентхайм) е граф на Батенберг (1238) и рицар на Тевтонския орден, дойчмайстер от 1266 до 1271 г.

## Биография
Той е вероятно третият и най-малък син на граф Видекинд I фон Батенберг и Витгенщайн († ок. 1237) и съпругата му Ида фон Рункел-Вестербург, дъщеря на Зигфрид III фон Рункел († ок. 1221). Внук е на граф Вернер I фон Витгенщайн († 1215). Брат е на Зигфрид I († сл. 1283), граф на Витгенщайн, и Видекинд II († сл. 1291), граф на Батенберг.
След смъртта на баща му Вернер III участва в началото в управлението. Той не получава нищо при подялбата на собствеността в Батенберг и Витгенщайн през 1238 г.
Вернер става духовник и влиза в Тевтонския орден в Прусия (1249), в Марбург (1250). Вернер е през 1262 г. ландмаршал в Прусия. През 1266 г. той е дойч-майстер и напуска доброволно през 1271 г. Вместо това става комтур на Балей Елзас-Бургундия (1271 – 1272), където също скоро напуска и от 1273 г. е обикновен брат на ордена в Саксенхаузен при Франкфурт на Майн.